# 性的欲求不満
性的欲求不満（せいてきよっきゅうふまん、英語: sexual frustration、ないし、性的渇望（せいてきかつぼう、英語: sexual starvation）は、人間の性的活動において、欲望と達成の間に不一致が生じることによって引き起こされる欲求不満（フラストレーション）。望むよりも程度が限られた性行為しか実現できないことから生じることもあれば、例えば、無オルガズム症、早漏、勃起不全などが原因で、性行為の最中に満足が得られないことで起こることもある。
身体化障害の症例においては、性的欲求不満が発症に関わる場合があり、治療においても重要な要素となることがある。